# Claude Berri
Claude Berri (* 1. Juli 1934 in Paris; † 12. Januar 2009 ebenda; eigentlich Claude Berel Langmann) war ein französischer Filmregisseur, Schauspieler, Filmproduzent und Drehbuchautor. Berri war einer der vielseitigsten und erfolgreichsten Film-Regisseure und Produzenten Frankreichs. Sein Einfluss in der französischen Filmbranche war so bedeutend und vielfältig, dass er als der Pate („le parrain“), der Herrscher („l’empereur“), die Säule („le pilier“) und das Familienoberhaupt („le chef de famille“) des französischen Kinos bezeichnet wird.

## Leben und Werk
Berri entstammte einer aus Osteuropa eingewanderten jüdischen Kürschnerfamilie in einem Pariser Arbeiter-Quartier im 10. Arrondissement. Sein Vater Hirsch Langmann war Kommunist und kam aus Polen, seine Mutter Beila, geb. Bercu, war eine Arbeiterin aus Rumänien. Seine Kindheit und Jugendjahre verfilmte er 1970 in dem autobiographischen Spielfilm Papas Kino (Le cinéma de papa) und etwas freier in der Komödie Die kleinen Französinnen – Das erste Mal (1976).
Zunächst arbeitete er bei seinem Vater, parallel dazu begann er mit dem Schauspiel am Theater und spielte in den Filmen bei Jacques Becker (Rue de l’Estrapade, 1952) und bei Jean Renoir (French Cancan, 1955) mit. Danach wandte er sich in den 1960er-Jahren der Regie zu. Mit seinem ersten Film, dem Kurzfilm Le poulet (1962), gewann er einen Oscar. 1967 gründete er die Produktionsfirma Renn Productions, die er nach der Schauspielkollegin Katharina Renn benannte. In Der alte Mann und das Kind (1967) schildert er seine Landverschickung während der deutschen Besatzung 1941 in die nichtbesetzte Zone nach Montauban. Er wurde als angeblich katholisches Kind bei einem alten Ehepaar untergebracht. Der alte Mann stellte sich als Antisemit und Pétain-Anhänger heraus, entwickelte jedoch zunehmend Sympathie für den ihm anvertrauten Jungen. Für diese Rolle konnte er den Charakterdarsteller Michel Simon gewinnen. François Truffaut hielt diesen Spielfilm für „den ersten wahrhaftigen Film über die Zeit der Besatzung“ und nannte Berri einen neuen Jean Renoir.
Berri war einer der vielseitigsten Produzenten und Regisseure des französischen Films des zwanzigsten Jahrhunderts. Sein Spektrum umfasste viele unterschiedliche Filmgenres wie etwa Teenagerkomödien (Die kleinen Französinnen, 1976 und Aller Anfang macht Spaß, 1977), Literaturverfilmungen (Marcel Pagnols Roman Die Wasser der Hügel, Zolas Bergarbeiterroman Germinal) oder Komödien wie die Viagra-Komödie La Débandade (1999) und Willkommen bei den Sch’tis (2008), seinem letzten und größten Publikumserfolg mit 20 Millionen Zuschauern. In dem sozialkritischen Kriminalfilm Am Rande der Nacht (Tchao Pantin) führte er den Schauspieler Coluche, der bis dahin nur humoristische Rollen gespielt hatte, zu seinem größten Erfolg. Dieser erhielt für seine Rolle eines vereinsamten Tankwarts 1984 den César für die beste Darstellung einer männlichen Hauptrolle. Sein Dank während der Preisverleihung („Je voudrais remercier Claude Berri“ / „Ich möchte Claude Berri danken“) sollte zu einer oft zitierten und belachten Redewendung während der nächsten Jahre bei den César-Galas werden.
Berri verstand sich nicht als Filmavantgardist, sondern als Schöpfer von anspruchsvollen oder zumindest intelligent gemachten Unterhaltungsfilmen. Es wurde ihm ein Gespür für populäre Filmsujets und ein ausgeprägter guter Geschmack zugesprochen. Damit gelang es Berri, Filmkritiker als auch das große Publikum für seine Filme zu gewinnen. Als linksorientierter Künstler war sein bevorzugtes Milieu bei der Wahl der Filmstoffe das Proletariat und das Leben der „kleinen Leute“. Von den Redakteuren der Filmzeitschrift Cahiers du Cinema wurde er dagegen als Vertreter des „Cinema de qualité“ kritisiert und nie akzeptiert. Dies hielt ihn jedoch nicht ab, sich an der Produktion von Filmen ehemaliger Redakteure wie André Téchiné, Jacques Rivette (Va Savoir, 2001) und Éric Rohmer (Meine Nacht bei Maud, 1969) zu beteiligen. Er wurde manchmal als impulsiv, herrisch und getrieben beschrieben, doch arbeitete er auch erfolgreich mit Starschauspielern zusammen. Bei der Verfilmung der Biographie (1997) der Widerstandskämpferin Lucie Aubrac, die ihm sehr wichtig war, ließ er die Ansichten der Hauptdarstellerin Juliette Binoche nicht gelten und entließ sie nach heftigen Diskussionen.
Er produzierte auch erfolgreiche Projekte für andere berühmte Regiekollegen wie etwa Roman Polański (Tess), Volker Schlöndorff (Der Unhold), Miloš Forman (Valmont), Patrice Chéreau (Die Bartholomäusnacht) oder Costa-Gavras (Der Stellvertreter). Mit dem Regisseur und Schauspieler Maurice Pialat verband ihn ein schwieriges und kompliziertes Verhältnis. Zwischen seiner Schwester Arlette und Pialat, der bei einigen Filmen auf die Familiengeschichte und die Mitarbeit Berris zurückgriff, bestand eine Zeit lang eine Liebesbeziehung.  Im Jahr 2001 fusionierte er seine Produktionsfirma Renn Productions mit Pathé zur Pathé Renn Productions, nach seinem Tode 2009 wurde die Firma in Pathé Films umbenannt.
Die Moderne Kunst war ein weiteres kreatives Metier, das ihn interessierte. Er sammelte zeitgenössische Kunst von Robert Ryman, Richard Serra, Bruce Nauman, Dan Flavin und Paul McCarthy. Bereits in den 1990er Jahren hatte Berri in der Pariser Rue de Lille die Kunstgalerie „Renn Espace“ betrieben, deren Räumlichkeiten 1999 von Karl Lagerfeld übernommen wurden. 2008 ließ er im Marais-Viertel ein Kunstzentrum mit einer Galerie vom Architekten Jean Nouvel gestalten, den „Espace Claude Berri“, der wenige Woche nach seinem Tod geschlossen wurde.
1988 gründete er die Association des auteurs, réalisateurs, producteurs (ARP), um so besser die Interessen der französischen Filmschaffenden gegen die US-amerikanische Hegemonie bei den GATT-Verhandlungen durchsetzen zu können. Von September 2003 bis Juni 2007 amtierte Claude Berri als Präsident der Cinémathèque française. In dieser Zeit förderte er den Umzug der Cinémathèque in das ehemalige American Center in Bercy.

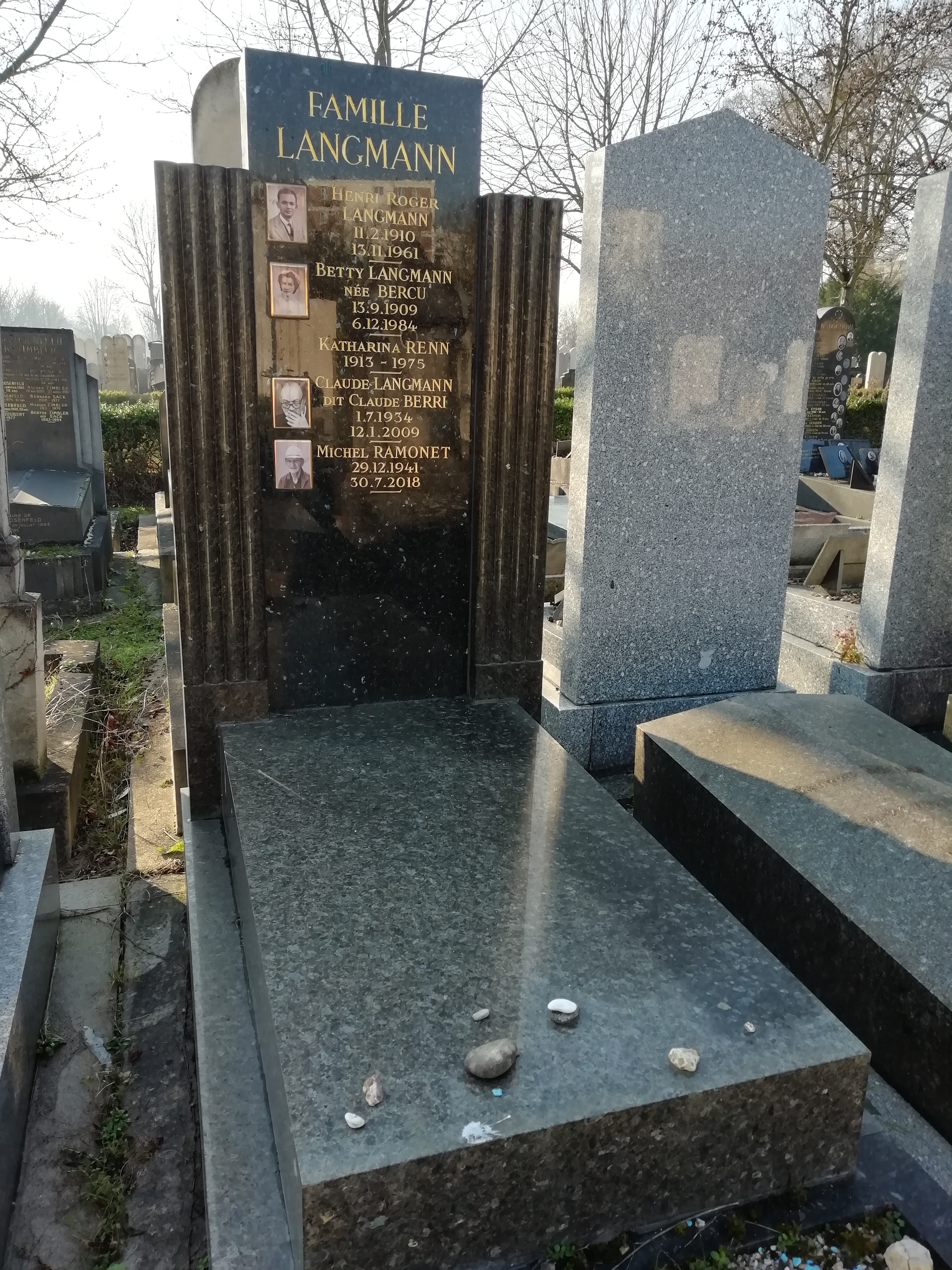
Grab der Familie Langmann auf dem Cimetière parisien de Bagneux

In seiner Autobiographie bedauerte er den Wechsel seines Nachnamens von Langmann zu seinem leicht veränderten Zweitnamen Berel. Seine Rückbesinnung auf seine jüdischen Wurzeln setzte mit dem Beginn der Niederschrift seiner Autobiographie 1983 ein und vertiefte er in Gesprächen mit Psychiatern und Analytikern während zweier Lebenskrisen. Berri, der 2006 einen Schlaganfall erlitten hatte, starb am 12. Januar 2009 im Pariser Krankenhaus Salpêtrière an den Folgen einer Hirnblutung. Er war von 1967 bis 1987 mit der im Libanon geborenen Anne-Marie Rassam verheiratet und der Vater des Schauspielers und Filmproduzenten Thomas Langmann (* 1972) und des Filmschauspielers Julien Rassam (* 1968), der nach einem Fenstersturz gelähmt war und 2002 verstarb. Seinen dritten Sohn Darius Langmann (* 1986) hatte er mit der Kostümbildnerin Sylvie Gautrelet. Die Schriftstellerin und Filmproduzentin Nathalie Rheims, eine Schwester der Fotografin Bettina Rheims, war seit 1998 seine Lebensgefährtin. Am 15. Januar 2009 wurde Berri auf dem im Département Hauts-de-Seine gelegenen Cimetière parisien de Bagneux in Anwesenheit von 800 Menschen beigesetzt, darunter zahlreiche Prominente aus Kultur und Politik.

## Filmografie

### Regie
- 1962: Das Huhn (Le poulet) (+ Produzent)
- 1964: Les baisers (Regie der Episode Baiser de 16 ans)
- 1964: Schräger Charme und tolle Chancen (La chance) (Regie und Drehbuch der 1. Episode)
- 1967: Der alte Mann und das Kind (Le vieil homme et l’enfant) (+ Drehbuchautor)
- 1969: Die Hochzeit (Mazel Tov ou Le mariage) (+ Drehbuchautor, Schauspieler, Produzent)
- 1970: Le pistonné (+ Drehbuchautor, Produzent)
- 1970: Papas Kino (Le cinéma de papa) (+ Drehbuchautor, Schauspieler)
- 1972: Sex-Shop (+ Drehbuchautor, Schauspieler)
- 1975: Le mâle du siècle (+ Drehbuchautor, Schauspieler, Produzent)
- 1976: Die kleinen Französinnen – Das erste Mal (La première fois) (+ Drehbuchautor)
- 1977: Aller Anfang macht Spaß (Un moment d’égarement) (+ Drehbuchautor)
- 1980: Die Männer, die ich liebte (Je vous aime) (+ Drehbuchautor)
- 1981: Le maître d’école (+ Drehbuchautor)
- 1983: Am Rande der Nacht (Tchao Pantin) (+ Drehbuchautor)
- 1986: Jean de Florette (Jean Florette)
- 1986: Manons Rache (Manon des sources)
- 1990: Uranus (+ Drehbuchautor)
- 1993: Germinal (+ Drehbuchautor, Produzent)
- 1997: Lucie Aubrac (+ Drehbuchautor)
- 1999: La débandade (+ Drehbuchautor, Schauspieler)
- 2001: Laura wirbelt Staub auf (Une femme de ménage) (+ Drehbuchautor, Produzent)
- 2004: L’un reste, l’autre part (+ Drehbuchautor, Produzent)
- 2007: Zusammen ist man weniger allein (Ensemble, c’est tout) (+ Drehbuchautor, Produzent)
- 2009: Der kleine Haustyrann (Trésor) (+ Drehbuchautor, Produzent)

### Drehbuch oder Adaptation
- 1961: Janine, von Maurice Pialat (Drehbuchautor, Dialoge + Schauspieler)
- 1972: L’œuf (Adaptateur)
- 1985: Le fou de guerre (französische Adaption + Produzent)

### Dokumentarfilme
- 1995: L’univers de Jacques Demy – Regie: Agnès Varda
- 2003: Claude Berri, le dernier nabab (TV) – Regie: Mathias Ledoux

### Schauspieler
- 1953: Le bon Dieu sans confession – Regie: Claude Autant-Lara
- 1954: Erwachende Herzen (Le blé en herbe) – Regie: Claude Autant-Lara
- 1955: French Cancan – Regie: Jean Renoir
- 1958: Die Ratten von Paris (Les jeux dangereux) – Regie: Pierre Chenal
- 1959: Auf euren Hochmut werde ich spucken (J’irai cracher sur vos tombes) – Regie: Michel Gast
- 1960: Die Unbefriedigten (Les bonnes femmes) – Regie: Claude Chabrol
- 1960: Die Wahrheit (La vérité) – Regie: Henri-Georges Clouzot
- 1961: In Freiheit dressiert (La bride sur le cou) – Regie: Jean Aurel und Roger Vadim
- 1961: Les lâches vivent d’espoir – Regie: Claude Bernard-Aubert
- 1962: Die sieben Todsünden (Les sept péchés capitaux) – Regie der Episode L’Avarice
- 1964: Deine Zeit ist um (Behold a Pale Horse) – Regie: Fred Zinnemann
- 1965: Mord im Fahrpreis inbegriffen (Compartiment tueurs) – Regie: Constantin Costa-Gavras
- 1966: La ligne de démarcation – Regie: Claude Chabrol
- 1981: Schatz, das ist ein starkes Stück (Le Roi des cons) – Regie: Claude Confortès
- 1983: Der verführte Mann – L’Homme blessé (L’homme blessé) – Regie: Patrice Chéreau (+ Produzent)
- 1990: Stan the Flasher – Regie: Serge Gainsbourg
- 1994: Die Maschine (La machine) – Regie: François Dupeyron
- 1995: Alles kein Problem! (Les trois frères) – Regie: Didier Bourdon und Bernard Campan – (+ Produzent)
- 1998: Un grand cri d’amour – Regie: Josiane Balasko – unter seinem eigentlichen Namen Claude Langmann
- 2001: Les rois mages – Regie: Didier Bourdon und Bernard Campan – (+ Produzent)
- 2001: Va Savoir – Regie: Jacques Rivette
- 2002: Asterix & Obelix: Mission Kleopatra (Astérix & Obélix: Mission Cléopâtre) – Regie: Alain Chabat (+ Produzent)
- 2003: Les clefs de bagnole – Regie: Laurent Baffie
- 2004: Happy End mit Hindernissen (Ils se marièrent et eurent beaucoup d’enfants) – Regie: Yvan Attal (+ Produzent)

### Produzent
- 1967: Marie pour mémoire – Regie: Philippe Garrel
- 1968: Oratorio for Prague (Kurzdokumentation Jan Němec)
- 1970: Nackte Kindheit (L’enfance nue) – Regie: Maurice Pialat
- 1973: Pleure pas la bouche pleine – Regie: Pascal Thomas
- 1974: Der lange Blonde mit den roten Haaren (La moutarde me monte au nez) – Regie: Claude Zidi
- 1976: Je t’aime (Je t’aime… moi non plus) – Regie: Serge Gainsbourg (Co-Produzent)
- 1977: Eine einfache Geschichte (Une histoire simple) – Regie: Claude Sautet
- 1979: Tess – Regie: Roman Polański
- 1980: Inspektor Loulou – Die Knallschote vom Dienst (Inspecteur la Bavure) – Regie: Claude Zidi
- 1982: Die verrücktesten 90 Minuten vor Christi Geburt (Deux heures moins le quart avant Jésus-Christ) – Regie: Jean Yanne
- 1983: Der Buschpilot (L’Africain) – Regie: Philippe de Broca
- 1983: Ticket ins Chaos (Banzaï) – Regie: Claude Zidi
- 1983: La femme de mon pote – Regie: Bertrand Blier
- 1983: Garçon! Kollege kommt gleich! (Garçon!) – Regie: Claude Sautet
- 1985: Les enragés – Regie: Pierre-William Glenn
- 1987: Hôtel de France – Regie: Patrice Chéreau
- 1988: Der große Blonde auf Freiersfüßen (À gauche en sortant de l’ascenseur) – Regie: Édouard Molinaro
- 1988: Der Bär (L’ours) – Regie: Jean-Jacques Annaud
- 1988: Trois places pour le 26 – Regie: Jacques Demy
- 1988: Die kleine Diebin (La petite voleuse) – Regie: Claude Miller
- 1992: Der Liebhaber (L’amant) – Regie: Jean-Jacques Annaud
- 1993: Une journée chez ma mère – Regie: Dominique Cheminal
- 1994: Die Bartholomäusnacht (La reine Margot) – Regie: Patrice Chéreau
- 1994: Trennung (La séparation) – Regie: Christian Vincent
- 1995: Eine Frau für Zwei (Gazon maudit) – Regie: Josiane Balasko
- 1996: Der Unhold (Le roi des aulnes) – Regie: Volker Schlöndorff
- 1997: Didier – Regie: Alain Chabat
- 1997: Frank – Was sie schon immer über Heiratsschwindel wissen wollten (Arlette) – Regie: Claude Zidi
- 1997: Le pari – Regie: Didier Bourdon und Bernard Campan
- 1998: Mookie – Regie: Hervé Palud (assoziierter Produzent)
- 1999: Asterix und Obelix gegen Caesar (Astérix et Obélix contre César) – Regie: Claude Zidi
- 1999: Mauvaise passe – Regie: Michel Blanc
- 2001: La boîte – Regie: Claude Zidi
- 2001: Meine Frau, die Schauspielerin (Ma femme est une actrice – Regie: Yvan Attal)
- 2002: Der Stellvertreter (Amen) – Rergie: Constantin Costa-Gavras
- 2003: Le bison (et sa voisine, Dorine) – Regie: Isabelle Nanty
- 2003: Gefühlsverwirrungen (Les sentiments) – Regie: Noémie Lvovsky
- 2004: Happy End mit Hindernissen (Ils se marièrent et eurent beaucoup d’enfants)
- 2006: Trautes Heim, Glück allein (La maison du bonheur)
- 2008: Willkommen bei den Sch’tis (Bienvenue chez les Ch’tis)